# Dhupu
Dhupu – gaun wikas samiti we wschodniej części Nepalu w strefie Kośi w dystrykcie Sankhuwasabha. Według nepalskiego spisu powszechnego z 2001 roku liczył on 906 gospodarstw domowych i 4662 mieszkańców (2390 kobiet i 2272 mężczyzn).